# 12-es villamos (Budapest)
A budapesti 12-es jelzésű villamos az Angyalföld kocsiszín és Rákospalota, Kossuth utca között közlekedik. A viszonylatot a Budapesti Közlekedési Zrt. üzemelteti.

## Története
1893. augusztus 5-én a BVV átadta a Nagymező utca és Városliget közti pályaszakaszt, amellyel együtt új járatot indítottak; 1910-ben a Boráros tértől a Nagykörúton és a Király utcán át a Városligetig közlekedő járat a 12-es jelzést kapta. 1915-ben megszüntették.
1924-ben a BSzKRt indított ezzel a jelzéssel járatot a kőbányai Pongrácz-telep közelében lévő Őrház és Új Köztemető között, mindenszentekkor. 1928-tól a Liget tértől közlekedett a temetőhöz, immáron rendszeres járatként. 1932. szeptember 14-én megszűnt az állandó jellege, ettől kezdve 1940-ig csak mindenszentek környékén járt. 1942. június 8-án a sínautóbusz-üzem bevezetése miatt májusban megrövidített 37-es viszonylat részleges pótlására újraindult a 12-es villamos a Liget tér és Új köztemető között, egészen 1944. szeptember 21-ei megszűnéséig. A háború után 1947-ben indult újra, ekkor ismét régi útvonalán, a Liget (ekkor már Zalka Máté) tér és Új Köztemető között, megint csak mindenszentekkor. A kőbányai 12-es villamos 1952 őszén közlekedett utoljára, ekkor már a Fővárosi Villamosvasút (FVV) üzemeltetésében.
1955-ben az új számozási rendszernek köszönhetően – villamosok 1–69 közötti, trolik pedig 70 feletti jelzéssel – a Marx (ma Nyugati) tér és Rákospalota, Kossuth utca között közlekedő 90-es villamos jelzése október 16-án 12-esre módosult. 1961. szeptember 4-én betétjárata is indult 12A jelzéssel a Marx tér és Rákospalota-Újpest MÁV-állomás között, azonban a 12A 1967-ben megszűnt. 1968 januárjában az FVV BKV-ba integrálódott; a 12-es viszonylat üzemeltetője 1968 óta a BKV (1996-tól BKV Rt., 2006 óta BKV Zrt. néven).
1981. április 1-jén az M3-as metróvonal II/B (Deák tér–Élmunkás (ma Lehel) tér) szakaszának építési munkálatai miatt a 12-es villamos belső végállomása az Élmunkás (ma Lehel) térre került; a Marx tértől pedig 12V jelzéssel pótlóbusz indult az Élmunkás (ma Lehel) téri végállomásig. A pótlóbusz 1981. december 29-én (az újabb metrószakasz átadása miatt) megszűnt. 1989-ben felszámolták a rákospalotai hurokvonalat és a Juhos utca megállóhelyet, azóta a Fő úton kialakított fejvégállomásra érkezik. 1995. december 27-én útvonala tovább rövidült: a belső végállomását a Lehel térről az Angyalföld kocsiszín mellé helyezték át.
2005. szeptember 24-én a csekély utasszámra hivatkozva megszüntették a Szilágyi utca megállóhelyet.
2015. február 7. és 2016. február 1. között a Görgey Artúr út felújítása miatt nem közlekedett, helyette Újpest-központ és Rákospalota, Kossuth utca között hétköznap reggeltől estig a 12-es villamospótló, hétköznap késő este és hétvégén a 270-es busz közlekedett. A munkálatok során az összes megállót felújították és akadálymentesítették, a korábbi Corvin utca és Deák Ferenc utca megállókat pedig összevonták, a Kiss Ernő utcánál alakítottak ki új megállót. A felújított villamospálya átadásával újra elindult a 12-es villamos, azonban a tervezettel ellentétben hétvégén is közlekedik, de munkanapokon késő este, illetve hétvégén hajnalban és késő este továbbra is a 270-es busz pótolja.
2017. november 6-ától 2019. március 29-éig új járat közlekedett munkanapokon 12M jelzéssel a Lehel tér és Rákospalota, Kossuth utca között az M3-as metróvonal Lehel tér – Újpest-központ szakaszának felújítási munkálata miatt. A viszonylaton háromkocsis ČKD–BKV Tatra T5C5K2M típusú villamosok közlekedtek.
2020. október 17-étől a járaton engedélyezett a kerékpárszállítás.
2024. december 21-én a Karácsonyi fényvillamos program keretén belül a Ganz UV típusú villamossal kiadott 12-es jelzésű járatok az 1995 előtti klasszikus viszonylaton, vagyis a Lehel tér és Rákospalota, Kossuth utca között közlekedtek.

## Járművek
A vonalon a Tatra T5C5K2M típus közlekedik. A viszonylatra a kocsikat Angyalföld kocsiszín biztosítja.
1980. június 16-án kerültek a vonalra a kétkocsis ČKD Tatra T5C5 villamosok, amelyek 2015. február 6-ig teljes körűen közlekedtek a vonalon.

## Útvonala
| Angyalföld kocsiszín felé |  |
| --- |  |
| Rákospalota, Kossuth utca vá. – Fő út – Kajár utca – Pozsony utca – aluljáró – Szilágyi utca – Görgey Artúr út – István út – Újpest-központ – István út – Tanoda tér – Pozsonyi utca – Angyalföld kocsiszín vá. |  |
| Rákospalota, Kossuth utca felé |  |
| Angyalföld kocsiszín vá. – Pozsonyi utca – Tanoda tér – István út – Újpest-központ – István út – Görgey Artúr út – Szilágyi utca – aluljáró – Pozsony utca – Fő út – Rákospalota, Kossuth utca vá.              |  |

## Megállóhelyei
Az átszállási kapcsolatok között a 12-es villamos helyett késő esténként közlekedő 270-es busz nincs feltüntetve.
| 0  | Angyalföld kocsiszín végállomás      | 15 | 14 20E, 30, 30A, 230 | Angyalföld kocsiszín |
| 2  | Tél utca / Pozsonyi utca             | 14 | 14 20E, 25, 30, 30A, 120, 121, 230                                                                                            | Újpesti Könyves Kálmán Gimnázium                                                                                           |
| 4  | Újpest-központ M                     | 13 | 14 25, 30, 30A, 104, 104A, 120, 147, 170, 196, 196A, 204, 220, 230 308, 309, 310, 313, 314, 315, 316, 317, 318, 319, 320, 321 | Metróállomás IV. kerületi polgármesteri hivatal                                                                            |
| 5  | Szent István tér (Újpesti piac)      | 11 | 14 30, 30A, 147, 230 | Újpesti piac IV. kerületi polgármesteri hivatal                                                                            |
| 6  | Kiss Ernő utca                       | 9  | 14 220 | |
| 8  | Újpesti rendelőintézet               | 8  | 14 20E, 96, 220 | Rendelőintézet, Újpesti Két Tanítási Nyelvű Műszaki Szakközépiskola és Gimnázium, Kozma Lajos Faipari és Kreatív Technikum |
| 9  | Szülőotthon                          | 7  | 14 96 | |
| 10 | Rákospalota-Újpest vasútállomás      | 5  | 14 96, 121 S70 G70 S71 | Rákospalota-Újpest vasútállomás                                                                                            |
| 13 | Géza fejedelem tér                   | 2  | 96, 124, 225, 296, 296A | |
| 14 | Fő út (↓) Dal utca (↑)               | 1  | | |
| 16 | Rákospalota, Kossuth utca végállomás | 0  | 5, 104, 104A, 125, 170, 204, 231, 231B                                                                                        | |

## Megállóhelyek névváltozásai
| Mai név                         | Korábbi nevek                  | Korábbi nevek                  |
| Mai név                         | Rákospalota felé               | Angyalföld felé                |
| ------------------------------- | ------------------------------ | ------------------------------ |
| Angyalföld kocsiszín            | Angyalföld forgalmi telep      | Angyalföld forgalmi telep      |
| Tél utca / Pozsonyi utca        | Nyár utca                      | Berda József utca              |
| Tél utca / Pozsonyi utca        | Tél utca                       |                                |
| Újpest-központ M                | István tér                     | István tér                     |
| Újpest-központ M                | Újpest-Központ                 |                                |
| Szent István tér (Újpesti piac) | István tér                     | István tér                     |
| Szent István tér (Újpesti piac) | Szent István tér               |                                |
| Újpesti rendelőintézet          | Szakorvosi rendelő             | Szakorvosi rendelő             |
| Szülőotthon                     | Szülőotthon                    | Szülészet                      |
| Szülőotthon                     | Závodszky Zoltán utca          |                                |
| Rákospalota-Újpest vasútállomás | Rákospalota-Újpest MÁV-állomás | Rákospalota-Újpest MÁV-állomás |
| Géza fejedelem tér              | Sződliget utca                 | Károlyi Sándor út              |
| Géza fejedelem tér              | Sződliget utca                 |                                |

## Képgaléria

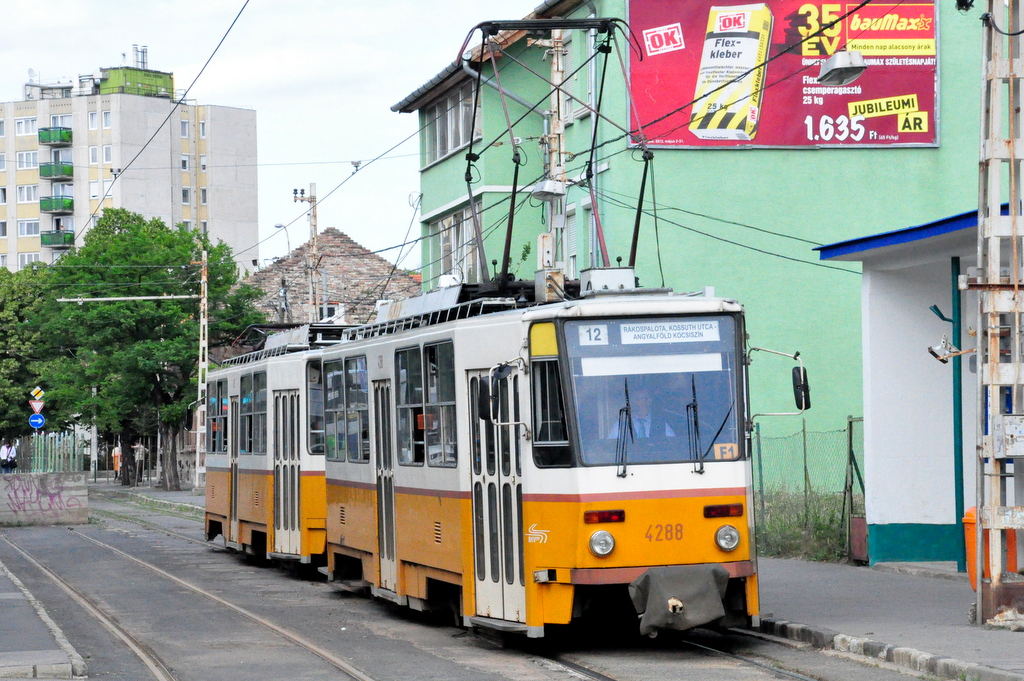
Tatra T5C5 villamos a rákospalotai végállomáson
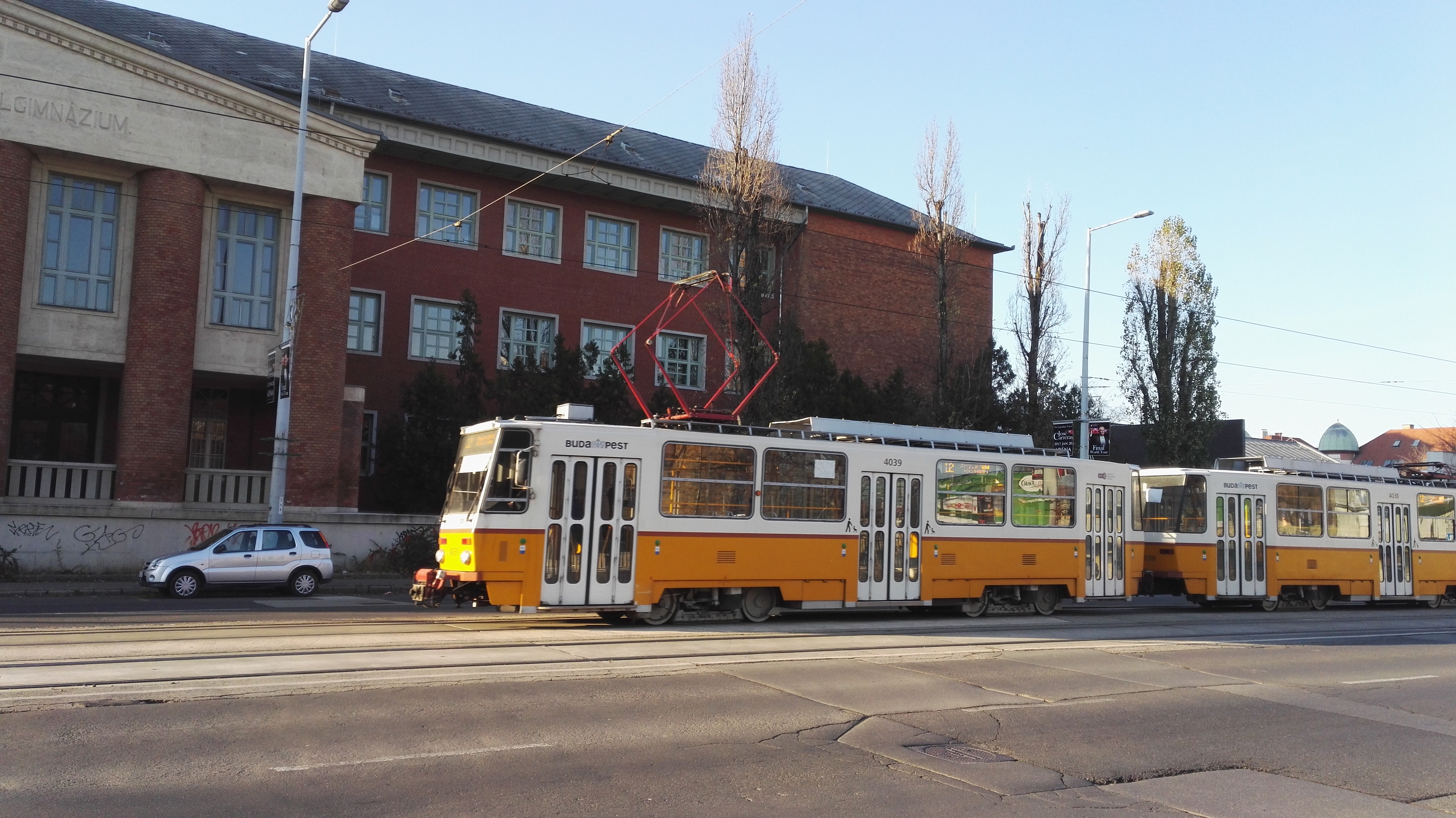
Tatra T5C5 villamos Újpesten